# 속초 신흥사 금고
속초 신흥사 금고(束草 新興寺 金鼓)는 대한민국 강원특별자치도 속초시 설악동, 신흥사에 있는 조선시대의 불교공예품이다. 2011년 8월 12일 강원특별자치도의 유형문화재 제163호로 지정되었다.

## 개요
이 금고는 명문이 남아있어 정확한 제작연대(1788년)와 주조 경위를 알 수 있고, 보존 상태도 양호하며 강원도에서는 유례가 드문 금고이다.

## 같이 보기
- 신흥사

## 참고 자료
- 속초 신흥사 금고 - 국가유산청 국가유산포털